# Arseniusz (Bradvarević)
Arseniusz, nazwisko świeckie Bradvarević (ur. 24 września 1883 w Banatskiej Palance, zm. 10 grudnia 1963 w Belgradzie) – serbski biskup prawosławny. 

## Życiorys

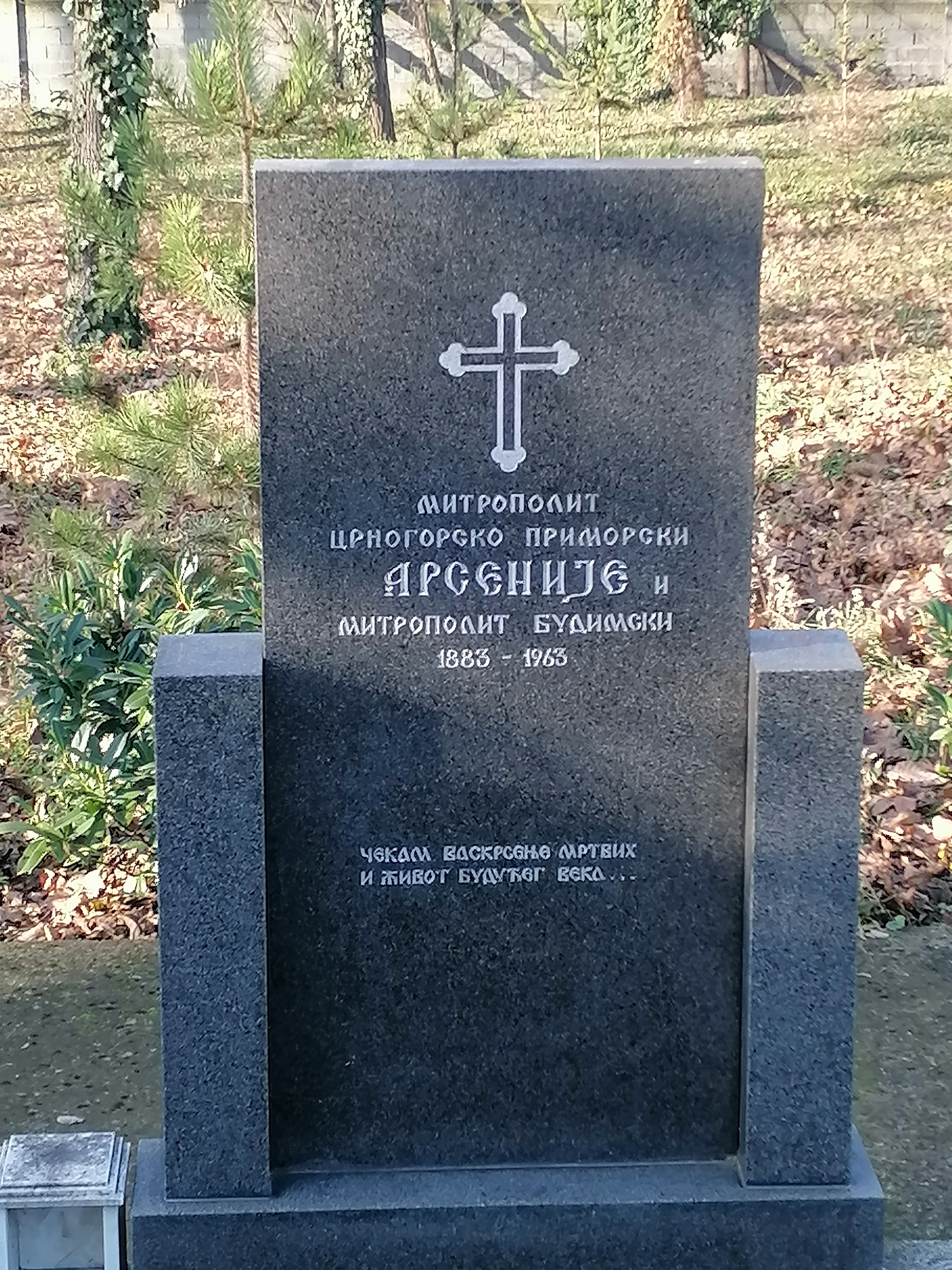

Ukończył prawosławne seminarium duchowne w Karłowicach i wydział prawny Uniwersytetu Belgradzkiego. W 1909, jako mężczyzna żonaty został wyświęcony na kapłana. Do 1924 służył w eparchii vršacko-banackiej. W 1924 został sekretarzem sądu cerkiewnego tejże eparchii, zaś w 1933 został sekretarzem najwyższego sądu cerkiewnego Patriarchatu Serbii. W 1940, jako kapłan-wdowiec, został nominowany do przyjęcia chirotonii biskupiej z tytułem biskupa morawickiego, a następnie wyświęcony na biskupa.
W 1947 objął katedrę czarnogórską i nadmorską, równocześnie uzyskując godność metropolity. W 1954 razem z siedmioma innymi duchownymi Metropolii Czarnogóry i Przymorza został skazany na jedenaście lat więzienia pod zarzutem działalności antykomunistycznej i antypaństwowej w Czarnogórze. Od 1954 do 1958 przebywał w Centralnym Więzieniu w Kotorze. Zachorował wówczas na astmę, co skłoniło władze jugosłowiańskie do umożliwienia mu podjęcia leczenia w monasterze Ozren, następnie w szpitalu w Belgradzie i w tamtejszym monasterze Wprowadzenia Matki Bożej do Świątyni. 
W 1960 władze Jugosławii zgodziły się na jego powrót do działalności duszpasterskiej, ale nie na terytorium Czarnogóry. W tym samym roku wyznaczono go więc na metropolitę budzińskiego. Nigdy jednak nie podjął swoich obowiązków z powodu sprzeciwu władz komunistycznych. Zmarł w monasterze Wprowadzenia Matki Bożej do Świątyni w Belgradzie i tam został pochowany.